# Castillo de oro eterno
El Castillo de oro eterno (chino tradicional: 億載金城; pinyin: Yìzǎi Jīnchéng), también conocido como Batería de Erkunshen (chino tradicional: 二鯤鯓砲台; pinyin: Èrkūnshēn Pàotái; Wade-Giles: Èrh-k'ūn-shēn P'ào-t'ái), es una castillo defensivo en Anping (Tainan, Taiwán). 
El castillo fue construido en 1874 por el famoso oficial de la Dinastía Qing Shen Baozhen para salvaguardar la costa y defender la isla contra invasiones japonesas.
En 1895, cuando Taiwán fue invadido por el Imperio de Japón, los taiwaneses lucharon contra la Armada Imperial Japonesa desde esta fortaleza. Durante la Guerra Ruso-Japonesa, el gobierno japonés vendió algunos de los cañones de la fortaleza para ayudar a costear la guerra. Con sus cañones perdidos u obsoletos, la fortaleza perdió su valor militar.